# Splatterhouse 2
Splatterhouse 2 (ou Splatterhouse Part 2 au Japon) est un beat them all de Namco, sorti sur Mega Drive en 1992. Il fait suite à Splatterhouse, sorti en 1988 sur arcade.

## Trame
Après les événements de Splatterhouse, Rick est hanté par la mort de Jennifer.
C'est alors que réapparaît le "terror mask", qui lui déclare qu'elle "n'avait pas à mourir". Rick, de nouveau transformé par le masque, va explorer un nouveau manoir, dans le but de sauver Jennifer, retenue dans un lieu qui pourrait être l'enfer.

## Système de jeu
Le gameplay est en grande partie repris de Splatterhouse.

## À noter
Dans la version japonaise le joueur commence le jeu avec deux vies, alors que dans les autres version il en a trois.
Dans la version japonaise, en NORMAL on a cinq points d'énergie, dans les autres versions, on en a que quatre, en HARD on a trois points d'énergie dans toutes les versions et en GAME MASTER on a 1 point d'énergie (ridicule) dans la version japonaise et 2 dans les autres versions.
Dans la version japonaise, il n'y a pas de système de mot de passe, et le joueur a 5 continues alors qu'on en a à l'infini dans les autres versions.